# Ernst Feßmann
Le titre de cet article comprend le caractère ß. Quand ce dernier n'est pas disponible ou n'est pas désiré, le nom de l'article peut être représenté comme Ernst Fessmann.
Ernst Feßmann (6 janvier 1881 à Pfersee - 25 octobre 1962 à Pullach) est un General der Panzertruppe allemand qui a servi au sein de la Heer dans la Wehrmacht pendant la Seconde Guerre mondiale.

## Biographie
Ernst Feßmann rejoint l'armée bavaroise comme élève-officier en 1900 et a été commandé en tant que lieutenant. Après avoir servi dans l'armée allemande impériale lors de la Première Guerre mondiale pendant laquelle il commande le 2e régiment de cavalerie, il est retenu dans la Reichswehr où il commande un bataillon motorisé.
De 1934 à 1935, Ernst Feßmann commande la brigade de Panzer Lehr et le 15 octobre 1935 en tant que Generalleutnant, il est nommé commandant de la 3e division blindée à Berlin, qui est l'une des trois premières divisions de Panzer créée. Les deux autres sont la 1re division blindée formée à Weimar et commandée par Maximilian von Weichs et la 2e division blindée formée à Wurtzbourg et commandée par Heinz Guderian.
Ernst Feßmann est mis en retraite de la Wehrmacht en septembre 1937 en tant que General der Panzertruppe, mais est remis en service actif à l'éclatement de la Seconde Guerre mondiale en tant que commandant de la 267e division d'infanterie qui sert sur le front occidental et prend part à l'invasion de la Belgique, de la France et des Pays-Bas. Il se retire à nouveau du service active le 30 avril 1943.
Après la reddition de l'Allemagne nazie, Ernst Feßmann est capturé le 5 juin 1945 par les forces soviétiques et reste en captivité jusqu'au 30 septembre 1945.

## Décorations
- Croix de fer (1914)
  - 2e classe
  - 1re classe
- Kgl. Bayer. Prinz-Regent-Luitpold Jubiläums-Medaille
- Kgl. Bayer. Militär-Verdienstorden 4e classe avec glaives
- Kgl. Bayer. Dienstauszeichnungskreuz 2e classe
- Croix d'honneur pour combattant 1914-1918
- Médaille de service de la Wehrmacht 4e à 1re classe